# Indicadores de riesgos laborales
En el Sistema General de Riesgos Laborales (SGRL) se han definido indicadores de seguimiento para la población trabajadora afiliada, como son los indicadores de accidentalidad (hacen referencia al número de accidentes calificados respecto a la población afiliada en un periodo determinado) y de enfermedad laboral (corresponde al número de enfermedades calificadas como de origen laboral respecto a la población afiliada en un periodo determinado).

## Introducción
Los indicadores de accidentalidad y de enfermedad laboral buscan medir el impacto de las actividades de promoción y prevención que se desarrollan en las organizaciones y las Administradoras de Riesgos Laborales (ARL) obedientes a las políticas emanadas por el Gobierno Nacional en los Ministerios de Salud y Protección Social y del Trabajo.
La constante K puede tomar tres (3) valores 200 000 (empresas pequeñas y medianas que trabajan 5 días a la semana), 240 000 (empresas pequeñas y medianas que trabajan 6 días a la semana) y 1 000 000 (empresas grandes).
Estos Indicadores se calculan en periodos de tiempo determinados por la organización, pueden ser mensuales, bimestrales, trimestrales, semestrales, anuales o los que designe la empresa como parámetro de control.

## Indicadores de accidentalidad laboral

### Índice de frecuencia
Es la relación entre el número total de Accidentes de Trabajo (AT) con y sin incapacidad, registrados en un periodo y el total de las Horas Hombre Trabajadas (HHT) durante un periodo multiplicado por una constante K. El resultado se interpreta como número de AT ocurridos durante el último año por cada 100 trabajadores de tiempo completo.

{\displaystyle \quad If={\cfrac {NumerodeATenunperiodo*K}{NumerodeHHTenunperiodo}}}

### Índice de Severidad
Es la relación entre el número de días perdidos y cargados por accidentes de Trabajo, durante un periodo y el total de HHT durante un periodo y multiplicado por K.

{\displaystyle \quad Is={\cfrac {NumerodediasperdidosporATenunperiodo*K}{NumerodeHHTenunperiodo}}}

### Índice de Lesiones Incapacitantes
Corresponde a la relación entre los índices de frecuencia y severidad de Accidentes de Trabajo con Incapacidad. Es un índice global de comportamiento de lesiones incapacitantes que no tiene unidad, su utilidad radica en la comparación entre diferentes periodos.

{\displaystyle \quad ILI={\cfrac {If*Is}{1000}}}

Este indicador es adimensional, es decir, no tiene unidades.

## Indicadores de enfermedad laboral

### Indicador de incidencia
Refleja la presentación de nuevos eventos de una población en un periodo determinado.

{\displaystyle \quad Iincidencia={\cfrac {Numerodecasosnuevos*100}{Promediodetrabajadores}}}

### Indicador de prevalencia
Refleja los eventos nuevos y antiguos de una población en un periodo determinado.

{\displaystyle \quad Iprevalencia={\cfrac {(Numerodecasosnuevos+numerodecasosantiguos)*100}{Promediodetrabajadores}}}